# Arnd Adje Both
Arnd Adje Both (* 1971 in Remscheid) ist ein deutscher Musikarchäologe mit dem Forschungsschwerpunkt Musikkulturen Mesoamerikas.

## Leben
Arnd Adje Both studierte an der Freien Universität Berlin Altamerikanistik und Ethnologie. Für seine Magisterarbeit „Die Musikkultur der späten Postklassik Mesoamerikas: Perspektiven der Musikarchäologie“ (1999) erhielt er den Rudolf-Virchow-Förderpreis der Berliner Gesellschaft für Anthropologie, Ethnologie und Urgeschichte. Nach Forschungsaufenthalten in Mexiko promovierte er mit einer Arbeit über die am Haupttempel der Azteken ausgegrabenen Musikinstrumente. Lehraufträge folgten am Lateinamerika-Institut der Freien Universität Berlin in den Fächern Altamerikanistik und Sozial- und Kulturanthropologie sowie an der Universität Hamburg im Fach Mesoamerikanistik. Ihm oblag die Re-Archivierung von Tonbandaufnahmen und Schellackplattensammlungen im Phonogramm-Archiv des Ethnologischen Museums Berlin sowie im Lautarchiv der Humboldt-Universität Berlin. Er war Konferenzmanager und leitete das Redaktionsbüro der Internationalen Studiengruppe Musikarchäologie am Deutschen Archäologischen Institut.
Zwischen 2008 und 2012 war er wissenschaftlicher Kurator an den Reiss-Engelhorn-Museen Mannheim, dort betreute er die Sammlung archäologischer und ethnographischer Musikinstrumente und war Mitglied des Kuratoriums der Ausstellung MusikWelten.
Im Jahr 2010 begründete er das musikarchäologische EMAProject, seit 2013 ist er Ausstellungskurator der Wanderausstellung mit Beschäftigung am Deutschen Archäologischen Institut Berlin. Ende 2012 gründete er den Ekho-Verlags, Fachverlag mit Schwerpunkt auf Musikarchäologie.

## Schriften (Auswahl)

### Monografien
- Aerófonos mexicas de las ofrendas del Recinto Sagrado de Tenochtitlan. Dissertation, Lateinamerika-Institut, Freie Universität Berlin 2005.

### Artikel
- Die Musikkultur der Azteken. In: Mitteilungen der Berliner Gesellschaft für Anthropologie, Ethnologie und Urgeschichte. Band 22, Berlin 2001, S. 43–48.
- Aztec Flower-Flutes: On the Symbolic Organization of Sound in Late Postclassic Mesoamerica. In: Ellen Hickmann, Ricardo Eichmann, Anne Draffkorn Kilmer (Hrsg.): Studien zur Musikarchäologie. Band III, Rahden/Westf. 2002, S. 279–289.
- Shell Trumpets in Mesoamerica: Musicarchaeological Evidence and Living Tradition. In: Ellen Hickmann, Ricardo Eichmann (Hrsg.): Studien zur Musikarchäologie. Band IV, Rahden/Westf. 2004, S. 261–277.
- On the Context of Imitative and Associative Processes in Prehispanic Music. In: Ellen Hickmann, Arnd Adje Both, Ricardo Eichmann (Hrsg.): Studien zur Musikarchäologie. Band V, Rahden/Westf. 2006, S. 319–332.
- 3D-Computed Tomography and Computational Fluid Dynamics: Perspectives in the Contactless Organological and Acoustical Research of Ancient Musical Instruments. In: A. A. Both, R. Eichmann, Ellen Hickmann, Lars-Christian Koch (Hrsg.): Studies in Music Archaeology. Band VI: Challenges and Objectives in Music Archaeology. Rahden/Westf. 2008.
- Music Archaeology: Some Methodological and Theoretical Considerations. In: Yearbook for Traditional Music. Band 41, 2009, S. 1–11.
- Las trompetas de caracol marino de Teotihuacan. In: L. Suárez Diez, A. Velázquez Castro (Hrsg.): Ecos del pasado: Los moluscos arqueológicos de México. México 2010, S. 183–196.
- Music-Archaeological Research on Pre-Columbian Music Cultures, 1880–1920. In: Sam Mirelman (Hrsg.): The Historiography of Music in Global Perspective. New York 2010, S. 85–114.
- mit Adrián Velázquez Castro: The Sound of the Earth: Aztec Shell Rattles. In: Ricardo Eichmann, Ellen Hickmann, Lars-Christian Koch (Hrsg.): Studies in Music Archaeology. Band VII: Musical Perceptions – Past and Present. Rahden/Westf. 2010, S. 243–264.
- mit Paul F. Healy, Carrie L. Dennett, Mary Hill Harris: A Musical Nature: Pre-Columbian Ceramic Flutes of Northeast Honduras. In: Ricardo Eichmann, Ellen Hickmann, Lars-Christian Koch (Hrsg.): Studies in Music Archaeology. Band VII: Musical Perceptions – Past and Present. Rahden/Westf. 2010, S. 189–212.
- Gesang der Götter. In: H. Wiegand u. a. (Hrsg.): Musik-Welten. Mannheimer Geschichtsblätter. Sonderveröffentlichung 3, Heidelberg 2011, S. 25–32.
- Die Natur im Klang: Pfeifgefäße Altamerikas. In: H. Wiegand, A. Wieczorek, C. Braun, M. Tellenbach (Hrsg.): Musik-Welten. Mannheimer Geschichtsblätter. Sonderveröffentlichung 3, Heidelberg 2011, S. 65–76.

### Mitherausgeberschaften
- mit Ellen Hickmann, Ricardo Eichmann: Studien zur Musikarchäologie. Band V: Music Archaeology in Contexts, Papers from the 4th Symposium of the International Study Group on Music Archaeology at Monastery Michaelstein, 19–26 September, 2004. Rahden/Westf. 2006.
- mit Ricardo Eichmann, Ellen Hickmann, Lars-Christian Koch: Studies in Music Archaeology. Band VI: Challenges and Objectives in Music Archaeology, Papers from the 5th Symposium of the International Study Group on Music Archaeology at the Ethnological Museum Berlin, 19–23 September, 2006. Rahden/Westf. 2008.
- mit Max Peter Baumann, Jonathan P. Stock, Julia L. J. Sanchez: The world of Music. Band 49, Nr. 2, 2007: Music Archaeology: Mesoamerica, Papers from the 1st meeting of the Music Archaeology Study Group of the ICTM, Los Angeles, 25–27 April, 2003.

### Herausgeberschaften
- Matthias Stöckli, Arnd Adje Both (Hrsg.): Flower World – Music Archaeology of the Americas / Mundo Florido – Arqueomusicología de las Americas. Band 1 und 2, Ekho Verlag, Berlin 2012 und 2013.
- Raquel Himénez, Rupert Till, Mark Howell (Hrsg.); Arnd Adje Both (Hrsg. der Reihe): Music & Ritual: Bridging Material & Living Cultures. Ekho Verlag, Berlin 2013.